# Carme Pigem
Pour les articles homonymes, voir Pigem.
Carme Pigem Barceló est une architecte catalane née le 18 avril 1962 à Olot (comarque de la Garrotxa), en Catalogne.

## Biographie
Elève durant sa jeunesse de l'Escola d'Art i Superior de Disseny d'Olot, puis enseignante de l'architecture à Zurich, en Suisse, elle intègre le cabinet d'architecture catalan RCR Arquitectes.
Avec son équipe, elle est lauréate du prix Pritzker, aux côtés de ses confrères Ramón Vilalta et Rafael Aranda.

## Distinctions
- 2017 : Prix Pritzker[4]